# The End Is the Beginning
«El Fin Es el Comienzo» —título original en inglés: «The End Is the Beginning»— es el primer episodio de la sexta temporada de la serie de televisión posapocalíptica, horror Fear the Walking Dead. Se estrenó el 11 de octubre de 2020. Estuvo dirigido por Michael E. Satrazemis y en el guion estuvo a cargo de Andrew Chambliss y Ian Goldberg

## Trama
Virginia contrata a Emile, un cazarrecompensas, para encontrar el paradero de Morgan Jones y traerle su cabeza. Morgan se encuentra en mal estado debido a su herida de bala, que está infectada y gangrenosa. Sin embargo, su herida por su olor repele a los caminantes.
Morgan se encuentra en el camino con un hombre llamado Isaac quien ofrece su ayuda, pero Morgan rechaza su ayuda porque no quiere que Isaac se involucre. Emile y su perro llegan fuera de la tienda en la que se sitúan ambos. Isaac sale y Emile le pregunta sobre Morgan y su paradero, pero él lo niega todo. Al darse cuenta de que está nervioso, Emile entra en la tienda, pero Morgan se ha ido. Emile luego se va con su perro.
Isaac lleva a Morgan a su refugio e intenta sacar la bala de su herida, pero Morgan lo rechaza. Isaac le pide a Morgan que lo ayude a llegar hasta su esposa, que está embarazada. Emile logra encontrar el paradero de Morgan y se prepara para matar a Isaac, pero Morgan le dispara en el brazo y los dos logran huir en su camioneta. En el camino, Isaac le revela a Morgan que él era miembro del grupo de Virginia, pero él y su esposa dejaron su grupo por una vida mejor.
Isaac lleva a Morgan al valle donde está su esposa y matan a todos los caminantes que lo rodean. Esa noche, Emile logra encontrarlos a ambos nuevamente y Morgan se rinde a Emile, a cambio de perdonar a Isaac. Emile luego es atacado por Isaac, pero pronto Emile lo domina, derribando a Isaac. Morgan logra luchar contra Emile y derribarlo, e Isaac revela que fue mordido por un caminante. Emile se levanta y tiene una pelea con Morgan, que al final, Morgan logra derrotar y decapita a Emile. Morgan se despierta al día siguiente y descubre que le han extraído la bala y que la esposa de Isaac, Rachel, ha dado a luz a su hija. Morgan se entera de que Isaac sucumbió a su infección y murió. Rachel le dice a Morgan que le han puesto a su hija su nombre. Morgan se despide de Rachel. Más tarde, Morgan deja la cabeza decapitada de Emile en una caja para que Virginia la encuentre, para su sorpresa. En otra parte, dos hombres pintan con aerosol "El fin es el comienzo" en un gran submarino varado frente a la costa de Galveston.

## Recepción

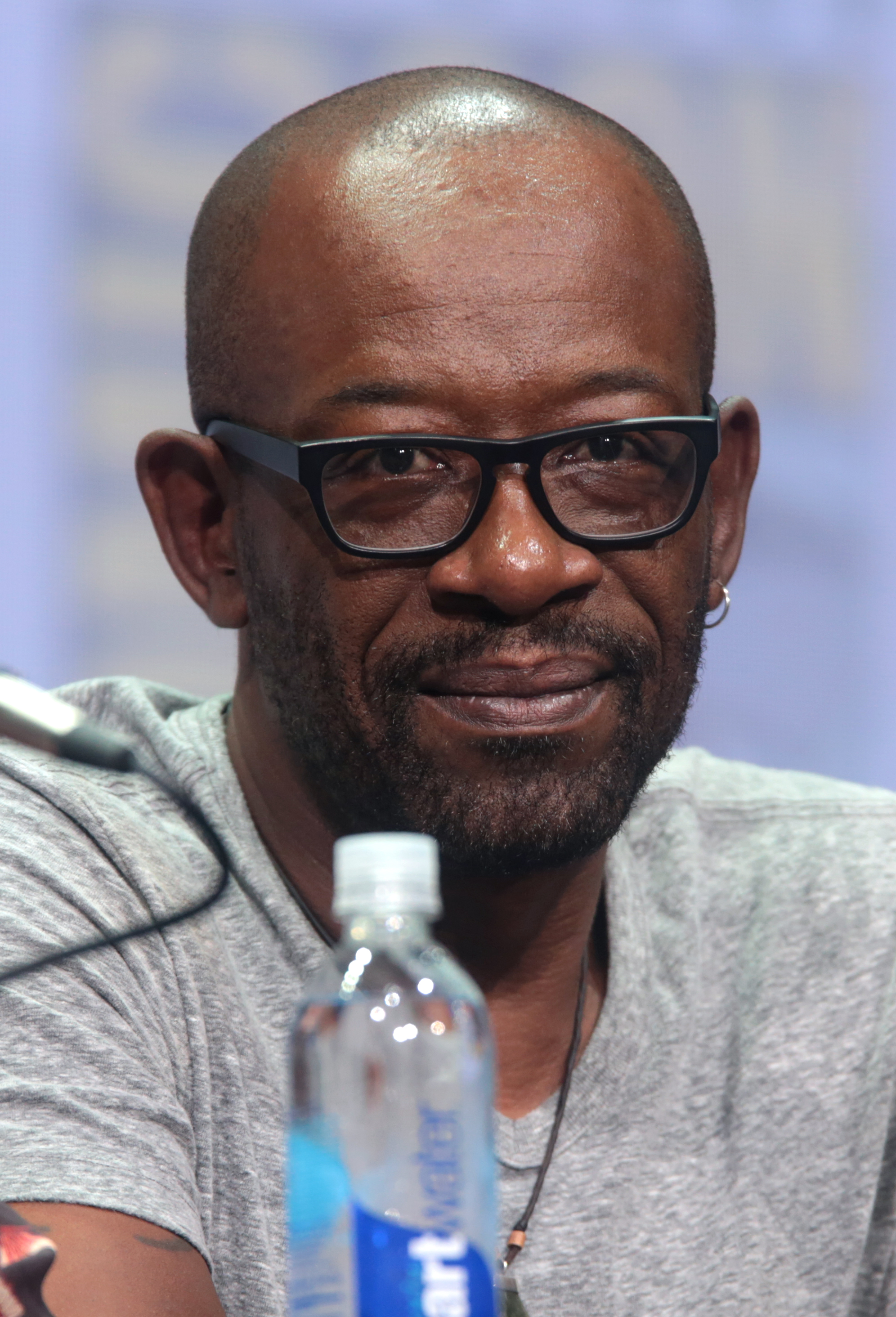
Lennie James recibió elogios por su actuación como Morgan Jones en este episodio.

Matt Fowler de IGN le dio a "The End is the Beginning" una calificación de 8/10 que indica; "Es posible que Fear the Walking Dead solo nos haya mostrado el destino de uno de sus personajes en el estreno de la temporada 6, pero el episodio, considerando lo difícil que es darle a Morgan algo nuevo que hacer, fue bastante fuerte. temporizadores, un aliado incómodo llamado Isaac y un malvado súper divertido llamado Emile, este comienzo de temporada centrado en Morgan puso la historia en el camino correcto." David SE Zapanta de Den of Geek! Le dio una calificación de 4/5 y también elogió el desarrollo de Lennie James y escribió: "Al final del episodio, Morgan finalmente abraza su renacimiento, declarando sobre la radio a Virginia, "Morgan Jones está muerto. Y ahora estás tratando con otra persona". Queda por ver si se merece esta segunda oportunidad."   Alex Zalben de Decider elogió el desarrollo del personaje de Morgan Jones y escribió: "Lennie James es, como de costumbre, fenomenal como Morgan, ofreciendo otro episodio clásico de" Morgan solo "en la línea de The Walking Dead 'Clear' y 'Here's Not Here.'"

### Calificaciones
El episodio fue visto por 1,59 millones de espectadores en los Estados Unidos en su fecha de emisión original, por encima de episodios anterior.